# Алдана, Тельма
Тельма Эсперанса Алдана Эрнандес (исп. Thelma Esperanza Aldana Hernández; род. 25 сентября 1955, Гуалан, Сакапа, Гватемала) — гватемальская юристка и политик, бывший Президент Верховного суда и Генеральный прокурор.

## Биография
Тельма Алдана родилась в Гуалане департамента Сакапа в восточной Гватемале. Окончила Университет Сан-Карлос, получила степень магистра по гражданскому и процессуальному праву. В 2009 году стала судьёй Верховного суда Гватемалы, а в 2011—2012 годах была председателем Верховного суда. В 2014—2018 годах была на посту генерального прокурора Гватемалы. Замужем.

## Борьба с насилием против женщин
В 2011 году, будучи председателем Верховного суда, открыла специальные суды в Гватемале по делам об убийствах женщин. Убийства и насилие в отношении женщин крайне распространены в Гватемале: каждый год в среднем поступает 56 тыс. сообщений о таких случаях. В одиннадцати районах теперь есть специальные суды. Судьи и сотрудники полиции проходят специальную подготовку по гендерным преступлениям.

## Борьба с коррупцией
В 2015 году Алдана провела расследование коррупции в правительстве в тесном сотрудничестве с комиссаром Международной комиссии ООН по борьбе с безнаказанностью в Гватемале (CICIG) Иваном Веласкесом Гомесом. В результате президент Гватемалы Отто Перес Молина был вынужден уйти в отставку.

## Президентская кампания 2019 года
Тельма Алдана была выдвинута кандидатом в президенты от партии Семилья. Избирательная кампания президентских выборов началась 18 марта 2019 года. В марте 2019 года судья Виктор Мануэль Крус Ривера выдал ордер на арест Тельмы Алданы по обвинению в коррупции, однако в тот же день она была зарегистрирована в качестве кандидата в президенты Верховным избирательным трибуналом, что предоставило ей иммунитет в соответствии с Законом о выборах и политических партиях. Однако за месяц до выборов Конституционный суд отклонил ходатайство о регистрации Алданы в качестве кандидата в президенты и, таким образом, её кандидатура была исключена.